# Patrícia Vasconcellos
Patrícia Vasconcellos (Itajubá, 8 de julho de 1978) é uma jornalista, repórter de televisão, apresentadora e documentarista brasileira.

## Biografia
Começou a carreira na cidade natal como locutora na rádio Panorama FM. Trabalhou nas Redes Itatiaia e Transamérica FM, e em 2000, passou a apresentar o 'MGTV 2.ª edição na TV Leste de Governador Valadares. Em 2001, foi contratada pela TV Globo Minas, onde começou como repórter dos telejornais Bom Dia Brasil e Jornal Hoje. Entre 2001 e 2004, foi a apresentadora titular do telejornal Bom Dia Minas na TV Globo Minas. Entre 2005 e 2006, passou a comandar a segunda edição do MGTV em Belo Horizonte e em setembro de 2006 passou a ser uma das apresentadoras/repórteres do programa Almanaque, da GloboNews. Apresentou em 2005 e 2006 os programas com os melhores momentos do Pop Rock Brasil e Axé Brasil, com transmissão pela TV Globo Minas e Multishow.
Em dezembro de 2007, passou a integrar a equipe de repórteres do SBT no telejornal SBT Brasil e no programa SBT Repórter. Entre 2012 e 2018, morou em Buenos Aires, Argentina, onde trabalhou como correspondente do SBT para a América Latina. Com uma passagem por Brasília, onde cobriu o Palácio do Planalto, é desde setembro de 2018 a correspondente do SBT nos Estados Unidos.

### Obras
Mestre em jornalismo de TV pela Universidade de Londres, é a diretora do documentário Parte da História. Filmado na Cisjordânia em março de 2007, o documentário trata do conflito árabe-israelense sob a ótica de três jornalistas palestinos. Dirigiu em 2020, o documentário Toque de Recolher, eleito melhor curtametragem, melhor filme de justiça social e melhor direção de documentário curtametragem nas competições New York Film Awards e New York International Film Awards.